# Ɍ
Das Ɍ (kleingeschrieben ɍ) ist ein Buchstabe des lateinischen Schriftsystems. Er besteht aus einem R/r mit Querstrich.
Das Ɍ ist im Afrika-Alphabet enthalten und wird für die Sprache Kanuri verwendet. Dort stellt der Buchstabe den stimmhaften retroflexen Flap (IPA: ɽ) dar.

## Darstellung auf dem Computer
Unicode enthält das Ɍ an den Codepunkten U+024C (Großbuchstabe) und U+024D (Kleinbuchstabe).